# 白樺湖ビューホテル
白樺湖ビューホテル（しらかばこびゅーほてる）は、長野県北佐久郡立科町、白樺湖湖畔にあるホテル。
1974年にリゾートホテルとして開業したが、2006年より格安ホテルチェーンの伊東園ホテルズ傘下となった。

## 概要
開業1974年7月。

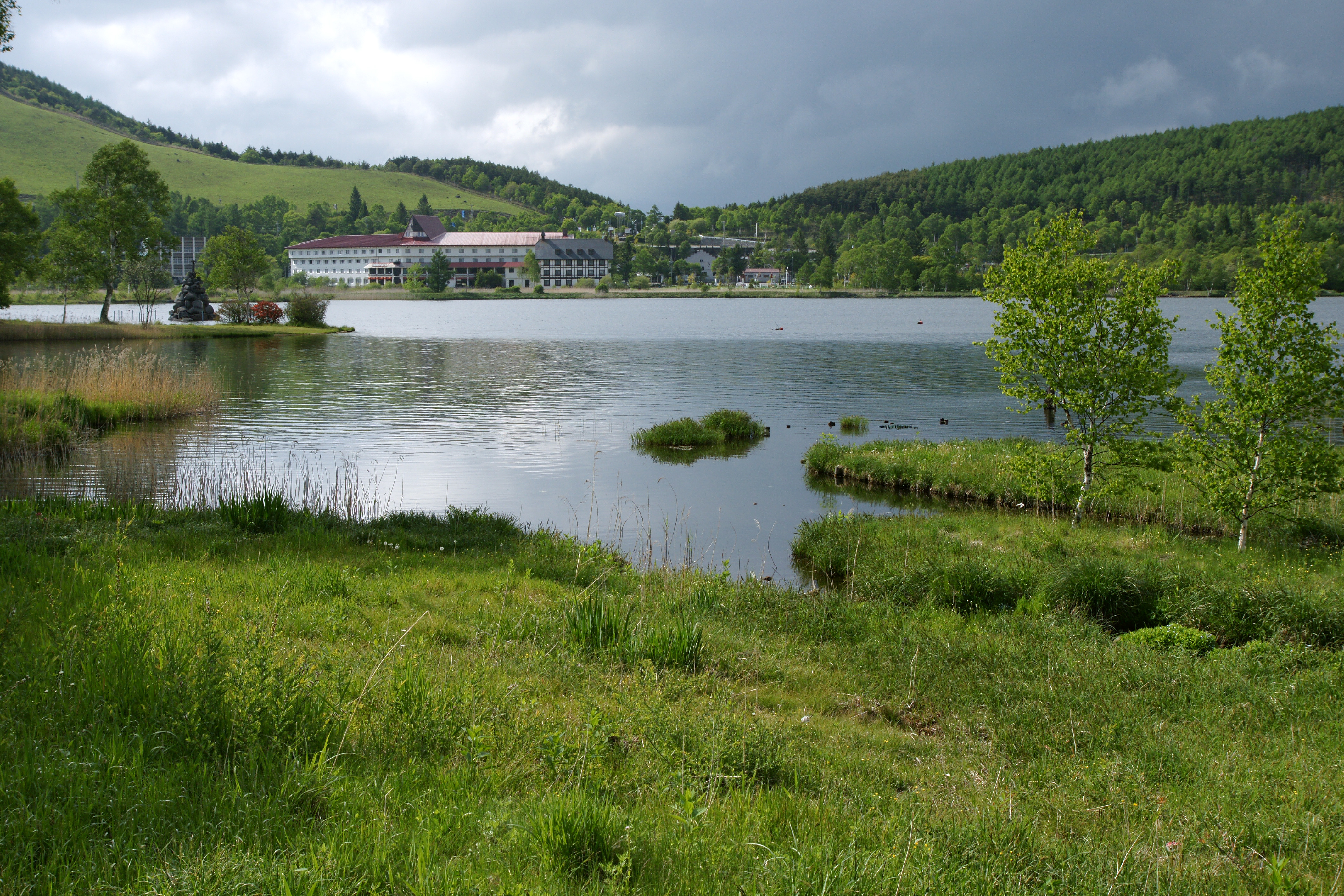
南白樺湖より対岸の白樺湖ビューホテルを望む

2006年2月まで東洋精糖関連会社が運営していた。

創業時の建物は客室65室の他、リゾートマンション88室を併設し運営をスタート。後に洋室の別館を建設。

建物は赤い瓦風屋根の欧風建物で、当時のリゾートブームから観光ホテルとして賑わった。

近隣には、霧ヶ峰、八ヶ岳、蓼科高原などの観光地があり地域一帯は八ヶ岳中信高原国定公園に指定されている。

1990年代のバブル崩壊以降は客単価・集客が年々減少し、経営不振の為 2006年2月に一度閉館した。その後、カラオケ店チェーン『歌広場』などを経営するクリアックス／スタディー（東京都豊島区）にホテルを譲渡、格安ホテルチェーン「伊東園ホテルグループ」のひとつとして、2006年11月3日に再開業した。
現在は同グループの365日同一料金のスタイルにて運営中であり、東京からのツアーバスの運行、バイキング形式の食事の導入などにより低価格化など集客率の向上が進められている。